# タマゴテングタケモドキ
タマゴテングタケモドキ（卵天狗茸擬、学名: Amanita longistriata）はテングタケ属テングタケ亜属に属する小型から中型のキノコ（菌類）の一種である。別名、アカハテングタケ。毒キノコの一つ。

## 名称
「アカハテングタケ」の別名で呼ばれることがあるが、この別名はもともと、青森県八甲田山で見出された標本をタイプ標本として新種記載されたAmanita rhodophylla Imazeki & Toki に与えられた和名である。さらに、この学名（発表は1955年）はA. rhodophylla Beeli（発表は1930年）の後発シノニムであるために、国際藻類・菌類・植物命名規約に規定された先名権の上からは無効である。そこで、青森県産の菌に対しては新たにA. incarnatipholia Z. L. Yang の学名が与えられ、タマゴテングタケモドキとは、傘の周縁部に認められる放射状の条溝がより短く、胞子がより幅広くて丸みを帯びることで独立種として区別されている。
種小名のlongistriata は「長い線」の意で、傘の周縁部にみられる放射状の条溝を形容したものと思われる。
なお本種は、和名からするとタマゴテングタケ（Amanita phalloides）の近縁種であるような印象を持たれるが、分類学的にはタマゴタケ（Amanita caesareoides）の近縁種である。
村上康明は、現在のタマゴタケモドキに「タマゴテングタケモドキと名付けるべきであった」と述べている。

## 分布・生態
札幌市産の標本をもとに記載された菌であるが、北海道以外の地域でも、日本では各地に広く分布する。
日本以外では、中国および韓国から見出されている。
夏から秋にかけて、広葉樹林、あるいは広葉樹と針葉樹との混交林内の地上に単生ないし点々と散生する。分類学的位置からして、おそらくは外生菌根を形成して生活しているものと考えられている。タマゴテングタケの名が付いているが本種とこちらのモドキとは全く似ていない（色が異なる）。

## 形態
子実体は傘と柄からなる。ごく幼いつぼみは白い外被膜に全体が包まれて保護されており、卵状の塊として地中に形成されるが、後には外被膜の先端が裂開して柄が伸長しはじめ、じゅうぶんに成熟すれば全体の高さは5-10 センチメートル (cm) 程度に達する。傘は幼時は半球形ないし釣鐘形をなすが、次第に開いてほぼ平らとなり、老熟すれば浅い皿状にくぼむこともあり、僅かに粘性を有するが乾きやすく、径3-8 cm程度になる。傘表面は、平滑で淡い灰褐色または暗灰色であるが古くなると褪色して灰白色となることがあり、周縁部には放射状に配列した長い条溝（傘の半径の三分の一程度に達する）を生じる。ヒダは密あるいはやや密、柄に離生し、しばしば小ひだ（傘の周縁部から柄に到達しないひだ）をまじえ、特に幼時には美しいピンク色を帯び、縁は多少ざらつく。肉は薄くてもろく、白色で傷つけても変色することはなく、味やにおいは温和で特徴的なものはない。
柄はほぼ上下同大で細長く、径5-10 mm程度、白色でいくぶん粉状をなし、中空で折れやすく、上部に白い膜質の「つば」（ひだを保護する内被膜のなごり）を備え、基部には「つぼ」（外被膜のなごり）を有している。外被膜の組織は密に絡まり合った菌糸からなるために断片化しにくく、傘の表面に破片を載せることは少ない。
胞子紋は白色を呈する。担子器は4個ずつ胞子を生じ、個々の胞子は広卵形ないし広楕円形、無色で薄壁、ヨウ素溶液にはほとんど染まらない（非アミロイド性）。シスチジアはないが、ひだの縁には無色かつ薄壁で卵状・類球状・こん棒状あるいは円筒状などの無性細胞（内被膜の組織断片）が多数存在する。傘の表皮は僅かにゼラチン化した細い菌糸で構成されている。担子器の基部あるいは菌糸の隔壁部には、しばしばかすがい連結を有する。

## 類似種
本種とともにテングタケ亜属タマゴタケ節に分類されるツルタケダマシはヒダが純白色を呈するものであるが、ヒダの色調以外の特徴はタマゴテングタケモドキによく似ており、両者の異同については議論がある。タマゴテングタケモドキと比較すると、傘の周縁部に認められる放射状の条溝がより短く、「つぼ」がより小形であること・胞子の幅がより狭く細いことで区別できるという。
同じくタマゴタケ節に置かれるミヤマタマゴタケもひだが白色を呈し、タマゴテングタケモドキに比べて子実体は一般に大形で、つぼが二重構造を示し、傘の周縁部の条溝が著しく短い点で異なる。ドウシンタケは傘がより暗色（灰黒褐色ないし暗灰色）を呈し、ひだは白色でその縁はしばしば黒っぽく、柄の表面は「つば」よりも下の部位において灰色のだんだら模様をあらわすことで区別される。
ツルタケはテングタケ亜属の別節ツルタケ節 (Section Vaginatae) に属し、ツバをまったく欠く点やヒダが純白色を呈する点で異なる。典型的なもの同士を比較すれば両者の区別は明らかであるが、特に幼い子実体においては識別しにくいことが多い。またタマゴテングタケモドキにおいても、子実体の生長の段階あるいは周囲の環境条件によってはつばが脱落することがしばしばあり、粗雑な観察では両者を混同する可能性がある。他にも食用菌として知られるカバイロツルタケに非常に酷似する。

## 食・毒性
食毒不明とする文献が多いが、喫食後6 - 12時間程度で激しい消化器系症状（嘔吐、下痢、腹痛）と、腎・肝臓障害を起こすことが明らかになっている。本種またはツルタケダマシに似たキノコによるらしい中毒例は報告されているが、原因となったキノコの詳細な分類学的検討は行われていない。いっぽう、韓国産のタマゴテングタケモドキによる検討では、子実体からの冷水浸出液はマウスの赤血球に対して強い溶血作用を示すが、浸出液をあらかじめ沸騰水浴で5分間処理することで、溶血作用は失活したという。